# Evolutie (biologie)

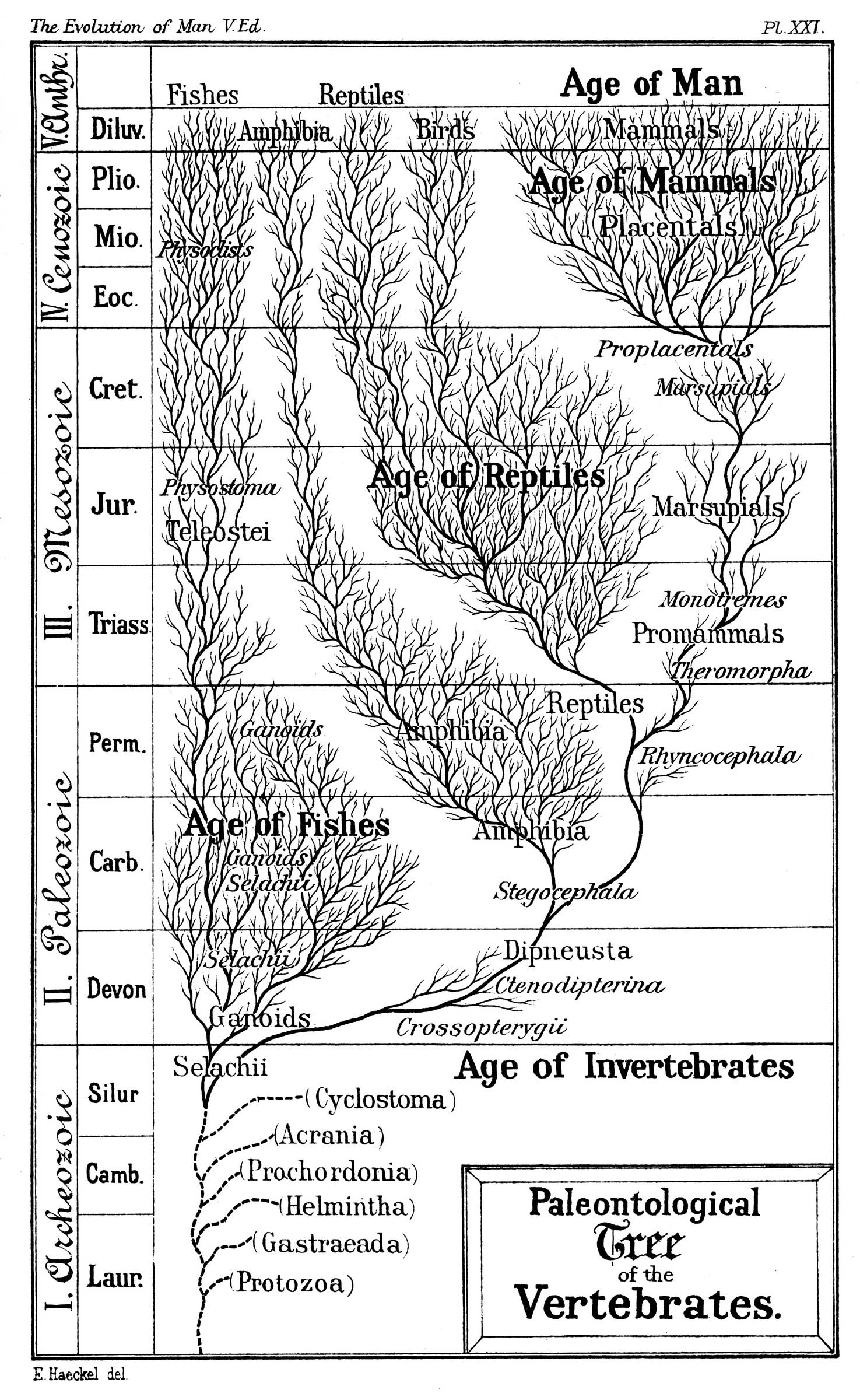
Fylogenetische stamboom van het leven door Ernst Haeckel rond 1879. In deze boom stelde elke tak een taxon voor en ontspringen alle takken vanuit een enkele stam. Haeckels versie, hoewel achterhaald, laat het principe van een gemeenschappelijke voorouder duidelijk zien

Evolutie is het proces waarbij levende wezens over vele generaties veranderen, voornamelijk als gevolg van natuurlijke selectie van genetisch gevarieerde kenmerken. Het mechanisme waarmee evolutie leidt tot de geleidelijke verandering van populaties en het ontstaan van nieuwe soorten werd in de 19e eeuw voor het eerst beschreven door natuuronderzoekers Charles Darwin en Alfred Russel Wallace.
Biologische evolutie kan worden verklaard door waarneembare feiten over levende organismen: (1) er worden vaak meer nakomelingen voortgebracht dan kunnen overleven; (2) er bestaat genetische variatie tussen individuen, die tot uiting komt in hun lichaamsbouw, fysiologie en gedrag; (3) sommige eigenschappen vergroten het overlevings- en voortplantingssucces (fitness); en (4) eigenschappen kunnen van generatie op generatie worden doorgegeven. De kans op nakomelingen is groter voor ouders met eigenschappen die bijdragen aan de overleving. In opeenvolgende generaties komen die gunstige eigenschappen daarom steeds vaker voor.
Het leven op Aarde heeft miljarden jaren de tijd gehad zich geleidelijk te ontwikkelen. Om de evolutionaire ontwikkeling van het leven in kaart te brengen, kijkt men onder andere naar fossielen, naar gelijkenissen in lichaamsbouw, embryonale ontwikkeling of biochemie, en naar het genetisch materiaal (DNA) van levende wezens. Uit het DNA en andere moleculaire gegevens kan men afleiden hoe organismen verwant zijn, en hoe lang geleden de verschillende verwantschapslijnen uit elkaar zijn gegaan.
Geleidelijk is door evolutie een enorme biodiversiteit ontstaan, die constant verder verandert door soortvorming en uitsterving. De grootste evolutionaire diversiteit bevindt zich onder bacteriën en archaea: eencellige organismen die voor veruit het grootste deel van de geschiedenis van het leven dominant waren. Uit eencellige voorouders zijn steeds ingewikkeldere, meercellige organismen ontstaan, zoals wieren en schimmels, en later ook landplanten en verschillende groepen dieren. De wetenschap die zich bezighoudt met evolutie heet evolutiebiologie.

## Het mechanisme van evolutie
Evolutie berust er op dat organismen de specifieke eigenschappen en kenmerken doorgeven aan de nakomelingen. Daarbij kunnen fouten ontstaan, zodat er afwijkingen optreden in de kenmerken. Er treedt onder invloed van de omgevingsfactoren selectie op onder de nakomelingen omdat er meer nakomelingen zijn dan nodig om de ouder-organismen te vervangen.

### Natuurlijke selectie

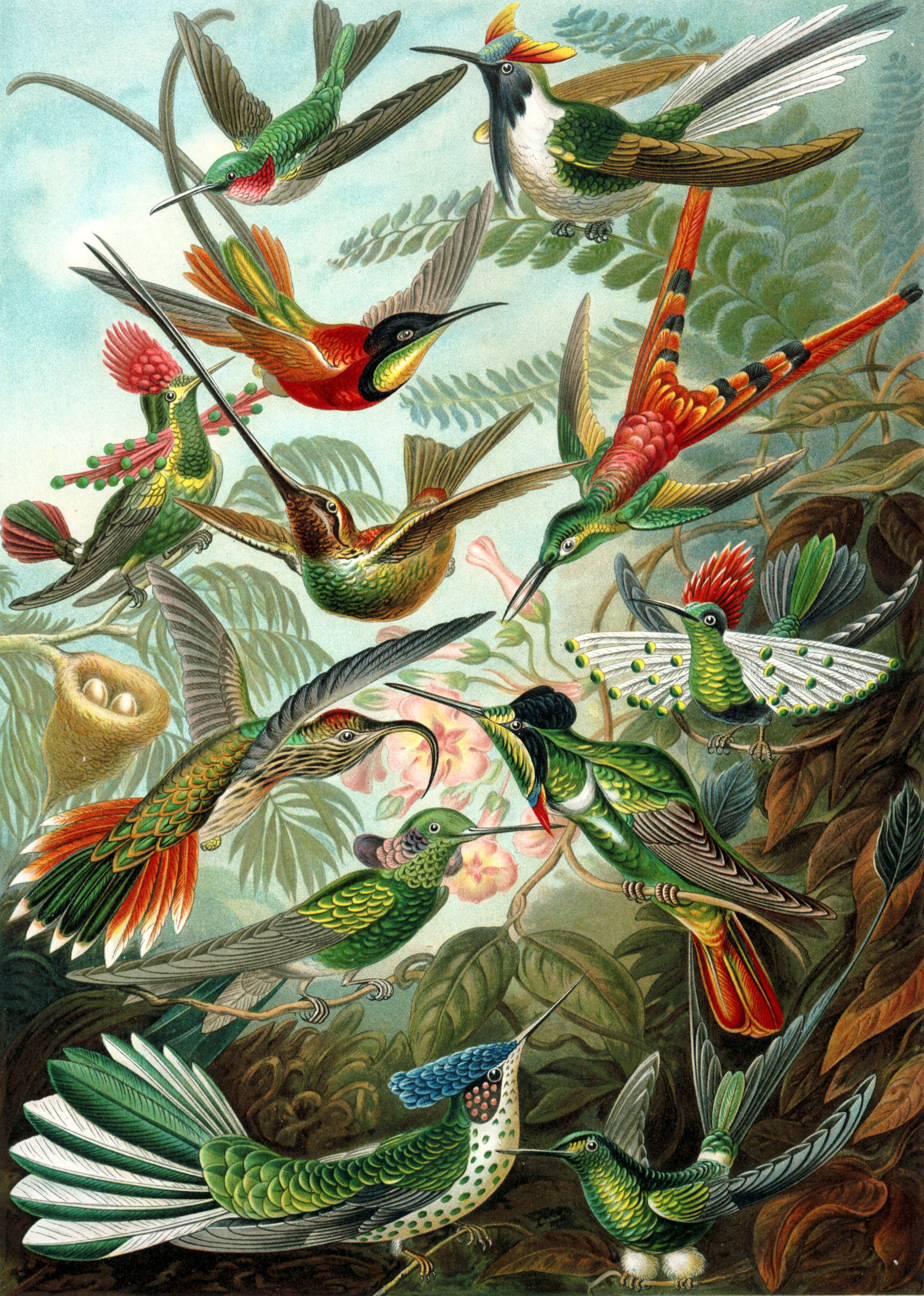
Variatie tussen verschillende soorten kolibries. Door natuurlijke variatie kan natuurlijke selectie plaatsvinden, wat tot evolutie leidt. Lithografie uit Haeckels Kunstformen der Natur (1904)

Het idee van een gemeenschappelijke afstamming van alle soorten won vanaf het eind van de 18e eeuw aanhangers. De Engelse bioloog Charles Darwin besteedde tientallen jaren van zijn leven aan het onderzoeken van deze hypothese, en concludeerde dat het fenomeen te verklaren was als een combinatie van variatie (het optreden van kleine verschillen tussen de individuen van een soort), het overvloedig produceren van nakomelingen (veel meer dan nodig om de bestaande populatie te vervangen) en natuurlijke selectie, een in de natuur zelf optredend selectieproces waarbij van de overvloed aan nakomelingen alleen de voor de heersende omstandigheden meest geschikte individuen overleven en vervolgens zelf nakomelingen maken, waardoor er op termijn meer van die variatie overblijven. Dat Darwins naam onlosmakelijk met de evolutietheorie verbonden is, komt niet omdat hij de eerste bedenker is - zelf schrijft hij dat Alfred Russel Wallace onafhankelijk op hetzelfde idee gekomen is - maar wel omdat hij zeer uitgebreid en nauwgezet over de theorie heeft geschreven, en deze publicaties zeer bekend werden. Zijn bekendste werk is het boek On the Origin of Species (1859), waarin Darwin niet alleen de theorie van gemeenschappelijke afstamming der soorten door variatie en natuurlijke selectie nauwgezet beschrijft en met tal van voorbeelden illustreert, maar ook even uitgebreid en nauwgezet ingaat op de bezwaren die door critici tegen zijn theorie zijn ingebracht.
Darwin baseerde zijn idee op waarnemingen van populaties in de natuur. Hij zag dat alle organismen meer nakomelingen krijgen dan er nodig zijn om de grootte van de populatie gelijk te houden - hiermee paste hij het inzicht van Thomas Malthus toe in de biologie. Als alle individuen binnen een soort succesvol nakomelingen zouden krijgen, zou de totale populatie daarom ongeremd groeien. Maar Darwin zag ook, dat populaties in de natuur over het algemeen gemiddeld dezelfde grootte houden. Dit komt volgens Darwin omdat de hoeveelheid voedsel die in de natuur beschikbaar is voor een populatie niet onbeperkt is.
Binnen een populatie is elk individu anders en deze natuurlijke variatie wordt binnen de populatie doorgegeven aan het nageslacht. Sommige individuen hebben eigenschappen die hen in staat stellen voor meer nakomelingen te zorgen, bijvoorbeeld door meer voedsel te vinden.
Dat geldt niet alleen op individueel niveau maar ook op groepsniveau. Binnen een soort zijn er populaties die van elkaar verschillen, en deze natuurlijke variatie wordt doorgegeven aan het nageslacht. Sommige populaties hebben eigenschappen die hen beter in staat stellen voedsel te vinden, vijanden te weren of voor nakomelingen te zorgen. Uit het feit dat organismen of populaties meer nakomelingen produceren dan waarvoor er in de natuur voedsel beschikbaar is, leidde Darwin af dat er in de natuur een constante strijd om het bestaan is. In elke generatie kan maar een beperkt aantal individuen overleven. Welke individuen wel of niet overleven hangt niet alleen af van toeval: als een eigenschap een voordeel biedt om te overleven en zich beter voort te planten zal die eigenschap op de lange termijn talrijker worden.
Beter aangepaste individuen zullen gemiddeld meer nakomelingen krijgen dan individuen met ongunstige eigenschappen. Darwin begreep dat, omdat de kans te overleven en zich voort te planten ongelijk verdeeld is over een populatie, de samenstelling van die populatie langzaam verandert. In de loop van generaties zullen er steeds meer individuen binnen de populatie komen die de gunstige eigenschappen bezitten. Tegelijkertijd zullen eigenschappen die ongunstig zijn voor overleving langzaam uit de populatie verdwijnen. Dit proces werd door Darwin natuurlijke selectie genoemd.
Darwin onderbouwde zijn theorie over natuurlijke selectie met waarnemingen van variatie binnen soorten dieren en planten in de natuur. Hij zag bijvoorbeeld dat orchideeën een aantal eigenschappen hebben waardoor insecten naar de bloemen worden gelokt en waardoor het stuifmeel van de plant aan de insecten blijft kleven. Op deze manier kan het stuifmeel van een mannelijke naar een vrouwelijke plant worden gebracht. Er bestaan verschillende ingewikkelde en gespecialiseerde vormen van orchideeën, maar de vorm kan altijd teruggebracht worden tot een basisvorm die ook andere soorten bloemen hebben. Darwin stelde dat de bloemen van orchideeën ingewikkelde variaties zijn op een gemeenschappelijke basis, ontstaan dankzij natuurlijke selectie door de voorkeur van bestuivende insecten voor een bepaalde vorm of kleur.
Darwin publiceerde in 1859 zijn theorie dat natuurlijke selectie tot evolutie leidt in het boek On the Origin of Species. Darwins theorie kan de ontwikkeling van al het leven op Aarde door uitsluitend natuurlijke processen verklaren. Sinds de publicatie van Darwins boek is er voor de theorie geen wetenschappelijk houdbaar alternatief gevonden.

### Erfelijkheid

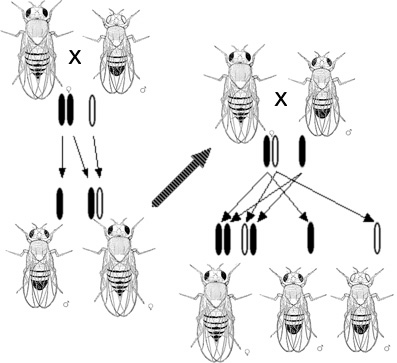
Schema dat de erfelijkheid bij de fruitvlieg Drosophila melanogaster laat zien, uit Thomas Hunt Morgans boek The Physical Basis of Heredity (1919). Genen zijn weergegeven met ovaaltjes. De mutatie (witte ogen) uit zich alleen bij mannelijke nakomelingen en wordt veroorzaakt door de combinatie van genen

De verklaring voor het doorgeven van eigenschappen van generatie op generatie ligt in het bestaan van genen. Deze bevatten informatie die bepaalt hoe een organisme zich ontwikkelt en gedraagt. Alle organismen geven door middel van genen erfelijke eigenschappen door aan hun nakomelingen.
Genen worden gevormd door DNA, een lang organisch molecuul dat is opgebouwd uit nucleotiden. Net als de volgorde van letters in woorden informatie bevat, bevat de volgorde waarin nucleotiden in een DNA-molecuul voorkomen erfelijke informatie over een organisme. Het complete DNA bevat alle informatie die nodig is om een organisme op te bouwen en te laten functioneren. DNA is in alle cellen van organismen aanwezig in de vorm van zogenaamde chromosomen. Bij seksuele voortplanting ontstaan door recombinatie van chromosomen nieuwe combinaties van genen, die voor elk organisme uniek zijn.
Door het proces van mutatie kan de volgorde van de nucleotiden in een DNA-molecuul veranderen, waardoor de informatie over de eigenschappen van het organisme verandert. Mutatie is een willekeurig proces, zodat de nieuwe combinaties die op deze manier ontstaan meestal geen adaptaties (voordelige nieuwe eigenschappen) opleveren. Natuurlijke selectie werkt daarentegen niet willekeurig. Organismen met onvoordelige eigenschappen hebben een kleinere kans op nakomelingen. Mutatie is een bron van nieuwe variaties en adaptaties. Natuurlijke selectie bepaalt welke van deze nieuwe variaties zich zullen verspreiden over een populatie en welke weer zullen verdwijnen.

### Genetische drift
Behalve mutaties van genen is er nog een willekeurig proces dat voor genetische verandering kan zorgen: genetische drift. Genetische drift is een statistisch gezien willekeurig effect. Bij geslachtelijke voortplanting zal het nageslacht een deel van de genen van beide ouders erven. Dat betekent dat er voor elk gen een kans is dat het niet wordt doorgegeven aan de nakomelingen.
Elke volgende generatie in een populatie zal door deze willekeurige kans een iets andere verhouding in het voorkomen van verschillende eigenschappen hebben. Er is zelfs een kans dat een bepaalde eigenschap door toeval geheel niet aan een volgende generatie wordt doorgegeven; die kans is groter bij kleine populaties. Als er maar genoeg generaties op elkaar volgen, wordt deze kans ook steeds groter. Statistisch kan worden aangetoond, dat als er van een bepaald gen twee versies (zogenaamde allelen) bestaan, uiteindelijk een van de twee waarschijnlijk zal verdwijnen.
Elke natuurlijke populatie staat continu onder invloed van zowel genetische drift als natuurlijke selectie. Beide krachten werken echter verschillend op kleine en grote populaties. In grote populaties zal het aandeel van een bepaald allel niet snel veranderen en is genetische drift geen belangrijke factor, de evolutie van zulke populaties wordt vooral gestuurd door natuurlijke selectie. In kleine populaties is de kans dat een bepaald allel verdwijnt groot, terwijl natuurlijke selectie relatief minder belangrijk wordt.

### Andere vormen van selectie

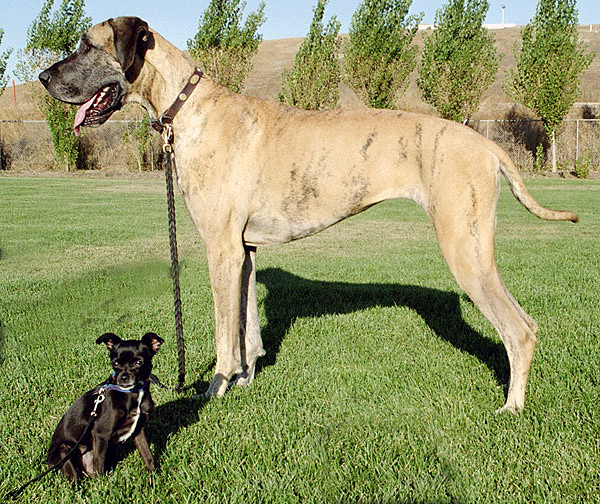
Het uiterlijke verschil tussen een chihuahua en een Duitse dog is het gevolg van kunstmatige selectie

In sommige gevallen vindt selectie plaats van eigenschappen, die in de natuur niet per se een voordeel bieden. Bij het fokken van dieren of kweken van planten vindt geen natuurlijke selectie plaats, maar bepaalt de mens welke eigenschappen en genen aan de nakomelingen worden doorgegeven. Deze kunstmatige selectie heeft een grote rol gespeeld in de evolutie van gedomesticeerde soorten. Zo zijn er uiterlijk grote verschillen tussen verschillende hondenrassen, hoewel alle honden dezelfde voorouders hebben, een aantal getemde wolven die rond 15.000 jaar geleden leefden. Bij natuurlijke selectie zullen eigenschappen die voordelen in de natuur bieden vaker worden doorgegeven, bij kunstmatige selectie eigenschappen die de voorkeur hebben van de mens.
Een in de natuur voorkomende vorm van selectie, die niet direct de overlevingskans van een organisme beïnvloedt is seksuele selectie. Seksuele selectie komt alleen voor bij organismen die zich geslachtelijk voortplanten. Het zorgt ervoor dat eigenschappen die het makkelijker maken een partner te vinden vaker worden doorgegeven. Een bekend voorbeeld zijn de veren van het mannetje bij de pauw. Deze veren trekken vrouwtjes aan, zodat mannetjes die opvallendere veren hebben, meer nakomelingen krijgen. In het voorbeeld van de pauw kan een bijzonder snelle vorm van natuurlijke selectie optreden veroorzaakt door positieve terugkoppeling; Zowel het mannelijke ornament als de voorkeur voor dat ornament worden aan de volgende generatie doorgegeven.

## Werking van evolutie
Omdat mutaties willekeurig zijn, leidt evolutie niet naar een bepaald einddoel, zoals de verouderde hypothese van orthogenese stelde. Evolutie hoeft ook niet per se tot complexere, intelligentere of ontwikkelder vormen te leiden. Er zijn verschillende gevallen bekend waarin evolutie juist tot eenvoudigere vormen leidde. Vlooien (vleugelloze insecten) stammen bijvoorbeeld af van gevleugelde voorouders; slangen stammen af van hagedissen maar hebben geen poten meer. Alle organismen zijn het product van een langdurig selectieproces van natuurlijke variaties, dat afhangt van de natuurlijke leefomgeving.
Soorten kunnen uitsterven wanneer ze niet genoeg aangepast zijn aan hun natuurlijke leefomgeving. Een snelle en drastische verandering van leefomgeving kan aanleiding zijn voor een massa-extinctie, het uitsterven van een groot aantal soorten tegelijkertijd. Van alle soorten die ooit op Aarde geleefd hebben, is waarschijnlijk meer dan 99,9% uitgestorven.

### Soortvorming
De term soort is vaag en kan daarom verwarrend werken. Tegenwoordig wordt meestal de definitie van de Duitse bioloog Ernst Mayr gebruikt. Volgens deze definitie is een soort een groep organismen die met elkaar voor levensvatbaar en vruchtbaar nageslacht kunnen zorgen. Wanneer dit niet het geval is, spreekt men van twee verschillende soorten. Deze definitie heeft een aantal nadelen, ze heeft bijvoorbeeld geen zin bij organismen die zich ongeslachtelijk voortplanten, zoals bacteriën.
Evolutie zal na langere tijd tot het ontstaan van nieuwe soorten leiden. Soortvorming of speciatie betekent dat uit een bepaalde populatie van voorouders twee verschillende soorten ontstaan. Soortvorming kan het gevolg zijn van het gescheiden raken van twee populaties van dezelfde soort door het ontstaan van een natuurlijke barrière, bijvoorbeeld door het verdwijnen van een landbrug. Deze allopatrische soortvorming houdt in dat de twee populaties compleet van elkaar afgezonderd worden. Binnen beide populaties zullen andere mutaties ontstaan, maar ook zal de selectiedruk als gevolg van verschillen in omgeving anders zijn. De populaties zullen daarom onafhankelijk van elkaar verder evolueren en uiteindelijk zullen de genetische verschillen zo groot zijn dat er geen voortplanting tussen individuen in de twee groepen mogelijk is.
Bij sympatrische soortvorming ontstaan twee verschillende soorten binnen een populatie die niet gescheiden is. Tussenvormen zijn parapatrische soortvorming, waarbij de nieuwe soort een andere habitat in gaat nemen en peripatrische soortvorming, waarbij de nieuwe soort een andere habitat inneemt waarmee de oude habitat niet overlapt.

### Snelheid van evolutie

Schematische weergave van het verschil tussen de ideeën van geleidelijke evolutie (fyletisch gradualisme, links) en punctuated equilibrium (rechts)

De theorie van Darwin beschrijft evolutie als een langzaam en geleidelijk proces, waarbij vele opeenvolgende kleine veranderingen (adaptaties) uiteindelijk grote veranderingen tot gevolg hebben. Dit blijkt echter niet uit de opeenvolgingen van fossielen, eerder lijkt het alsof soorten gedurende enige tijd vrijwel niet veranderen, terwijl fossiele tussenvormen relatief zeldzaam zijn. Tegenwoordig nemen de meeste biologen aan dat evolutie niet altijd even snel verloopt. Korte perioden waarin grote veranderingen plaatsvinden wisselen af met lange perioden van relatieve stabiliteit.
Kansberekening laat zien dat in kleine populaties evolutie veel sneller kan plaatsvinden, omdat een mutatie veel sneller over de hele populatie verspreid kan zijn dan in grote populaties. Kleine populaties ontstaan als een kleine groep wordt afgezonderd van de rest van de populaties van de soort. Wanneer de nieuwe adaptatie voordeel biedt, kan de kleine populatie zich daarna snel verspreiden ten koste van soortgenoten, een proces van adaptieve radiatie. Het gevolg is dat grote stappen in de evolutie soms relatief snel gaan (bijvoorbeeld in tienduizenden of honderdduizenden jaren), en worden afgewisseld met langere perioden (miljoenen jaren) waarin een grote populatie nauwelijks verandert. Deze theorie, afkomstig van de Amerikaanse paleontologen Niles Eldredge en Stephen Jay Gould, van punctuated equilibrium verklaart ook waarom fossiele tussenvormen in veel gevallen zeldzaam zijn. Van een kleine, relatief kort bestaande populatie is de kans dat er gefossiliseerde resten bewaard blijven kleiner dan van een grote, stabiele populatie.

### Co-evolutie

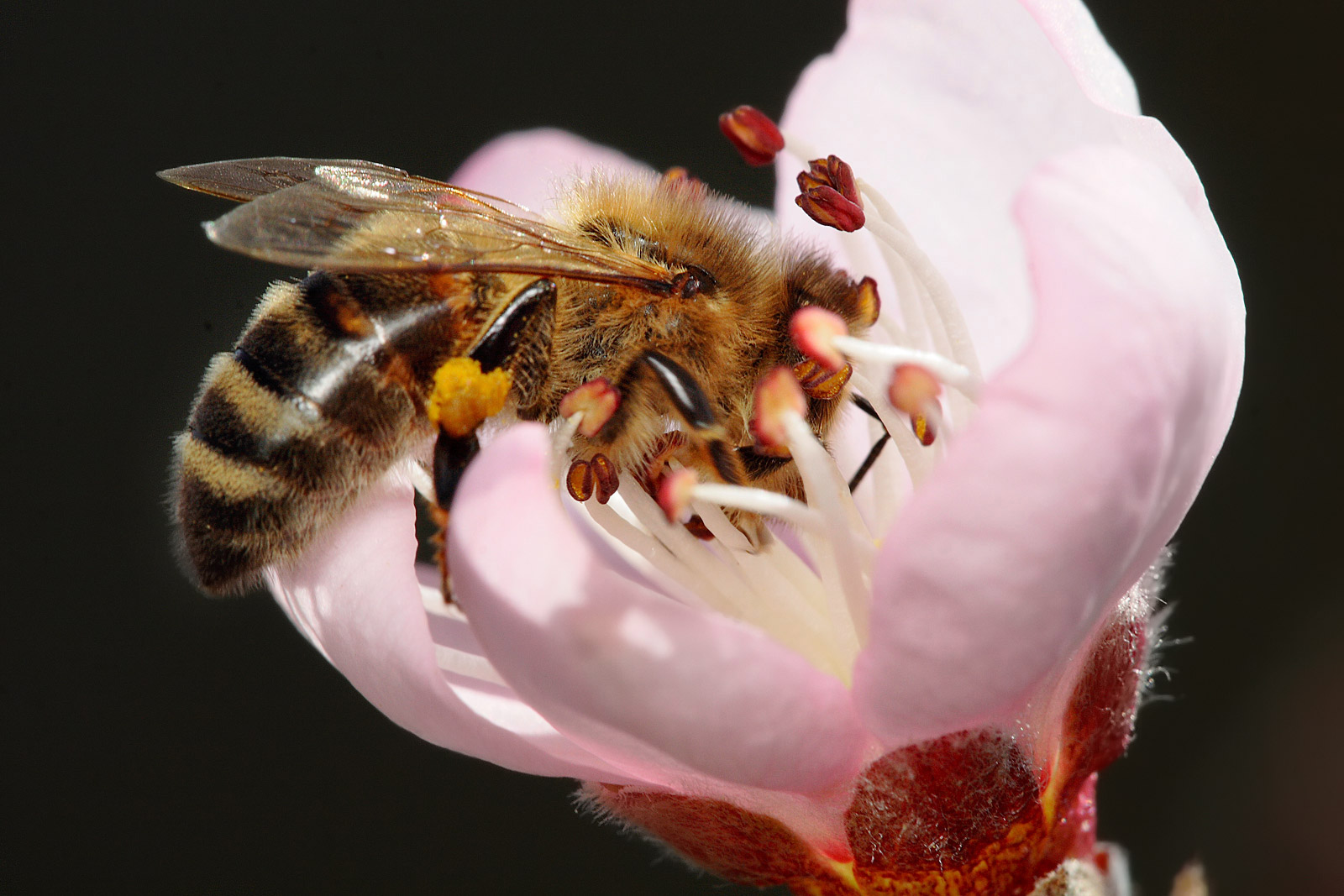
Co-evolutie verklaart onder andere verregaande symbiose tussen twee soorten, zoals het geval is bij bestuiving van de perzikbloem door een honingbij.

Co-evolutie is de situatie waarin twee of meer soorten elkaars evolutie beïnvloeden. De evolutie van bijna alle soorten wordt beïnvloed door ander leven in de natuurlijke omgeving, maar bij co-evolutie zijn erfelijke eigenschappen aanwezig die direct het resultaat zijn van interactie met de andere soort. Co-evolutie komt voor wanneer twee soorten een relatie hebben, die de fitness van beide beïnvloedt, zoals bij een predator en een prooi, of bij symbiose tussen twee soorten.
Co-evolutie kan echter ook in de vorm van een evolutionaire wapenwedloop, waarbij twee soorten adaptaties tegen elkaar ontwikkelen. Dergelijke wapenwedlopen kunnen ontstaan tussen predator en prooi, of tussen natuurlijke concurrenten. Volgens de Red Queenhypothese zal een wapenwedloop beide soorten dwingen te blijven evolueren, omdat de andere soort dit ook doet. Een soort die de evolutie van de andere soort niet kan bijbenen, loopt het risico uit te sterven.

### Eenheid van selectie

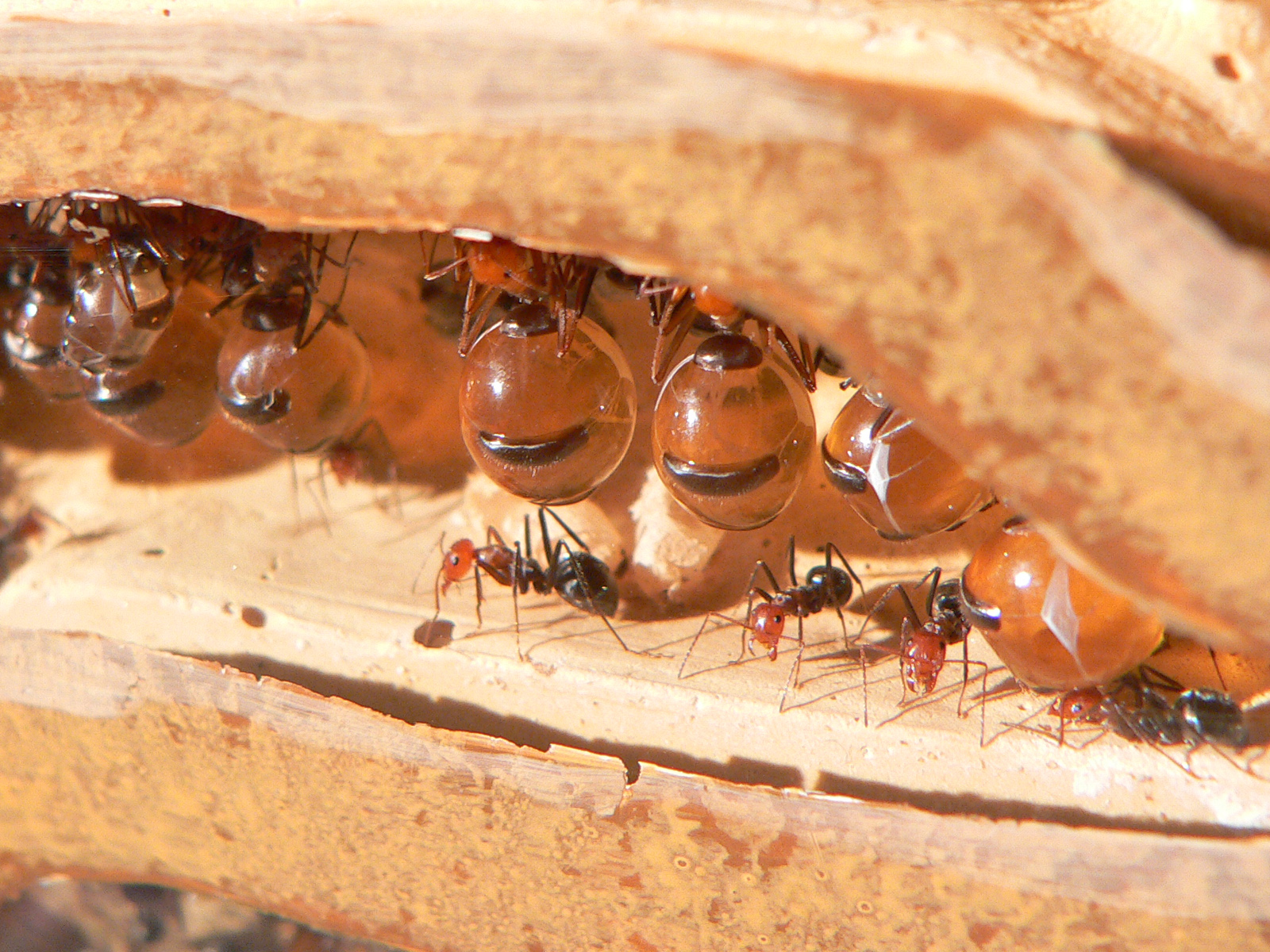
Honingpotmieren zijn een extreem voorbeeld van altruïstisch gedrag. Bepaalde individuen dienen als levende voedselopslagplaatsen voor de hele mierenkolonie door hun achterlijf met honing te vullen. De honingpotmieren kunnen daarbij opzwellen tot vele malen hun normale omvang

Natuurlijke selectie kan op verschillende niveaus werken in eenheden van selectie. Een voorbeeld is selectie op het individu (een enkel organisme). Selectie op het individu kan werken zodra het individu door adaptatie eigenschappen krijgt die het in staat stellen meer of minder nageslacht te produceren dan andere individuen. De mate van evolutionair succes van een enkel organisme wordt gedefinieerd door het aantal nakomelingen dat het krijgt.
Een probleem bij selectie op het individu is, dat het geen verklaring geeft voor altruïsme. Altruïsme is gedrag waarmee een individu andere individuen in zijn omgeving vooruit helpt. Een voorbeeld is het sociale gedrag bij veel soorten dieren. Als altruïstisch gedrag alleen gericht is op directe verwanten, zoals het voeden van jongen of verzorgen van een partner, spreekt men van verwantenselectie. Bij sommige in groepen levende roofdieren wordt voedsel echter met de hele groep gedeeld, ook de individuen die niet aan de jacht deelnamen. Bij veel in groepen levende zoogdieren zorgt de hele groep voor het voeden en beschermen van de jongen. Dit gedrag wordt verklaard met groepselectie, selectie werkend op de hele groep. Extreme voorbeelden van hieruit voorkomend altruïsme zijn insectenkolonies waarin slechts een aantal individuen voor nageslacht zorgen, terwijl de rest voor het voedsel of de verdediging van territorium zorgt. In zulke gevallen is duidelijk sprake van selectie die op de hele kolonie werkt.
Een andere verklaring is, dat selectie vooral op genen werkt. Deze hypothese stelt dat het individu slechts een drager van genen is, die zichzelf proberen te vermenigvuldigen. Van elk gen bestaan binnen een soort miljoenen kopieën verspreid over duizenden individuen. Een gen heeft andere genen nodig om zich te kunnen reproduceren in nageslacht. Selectie op het niveau van genen kan altruïstisch gedrag ook verklaren.

## Hoe evolutie aangetoond wordt
Aanwijzingen voor evolutie zijn afkomstig uit verschillende wetenschappelijke disciplines. Evolutie is in een aantal gevallen direct waargenomen. In de meeste gevallen verloopt het proces echter te langzaam om direct zichtbaar te zijn. Desondanks is de gemeenschappelijke afkomst van soorten in kaart te brengen. Meestal gebeurt dit via fylogenie, het bestuderen van verwantschap tussen verschillende soorten. Door middel van vergelijkende anatomie of vergelijkend DNA-onderzoek kan de mate van verwantschap tussen twee soorten worden onderzocht. Daarnaast geven fossielen een beeld van hoe mogelijke gezamenlijke voorouders eruitgezien hebben.

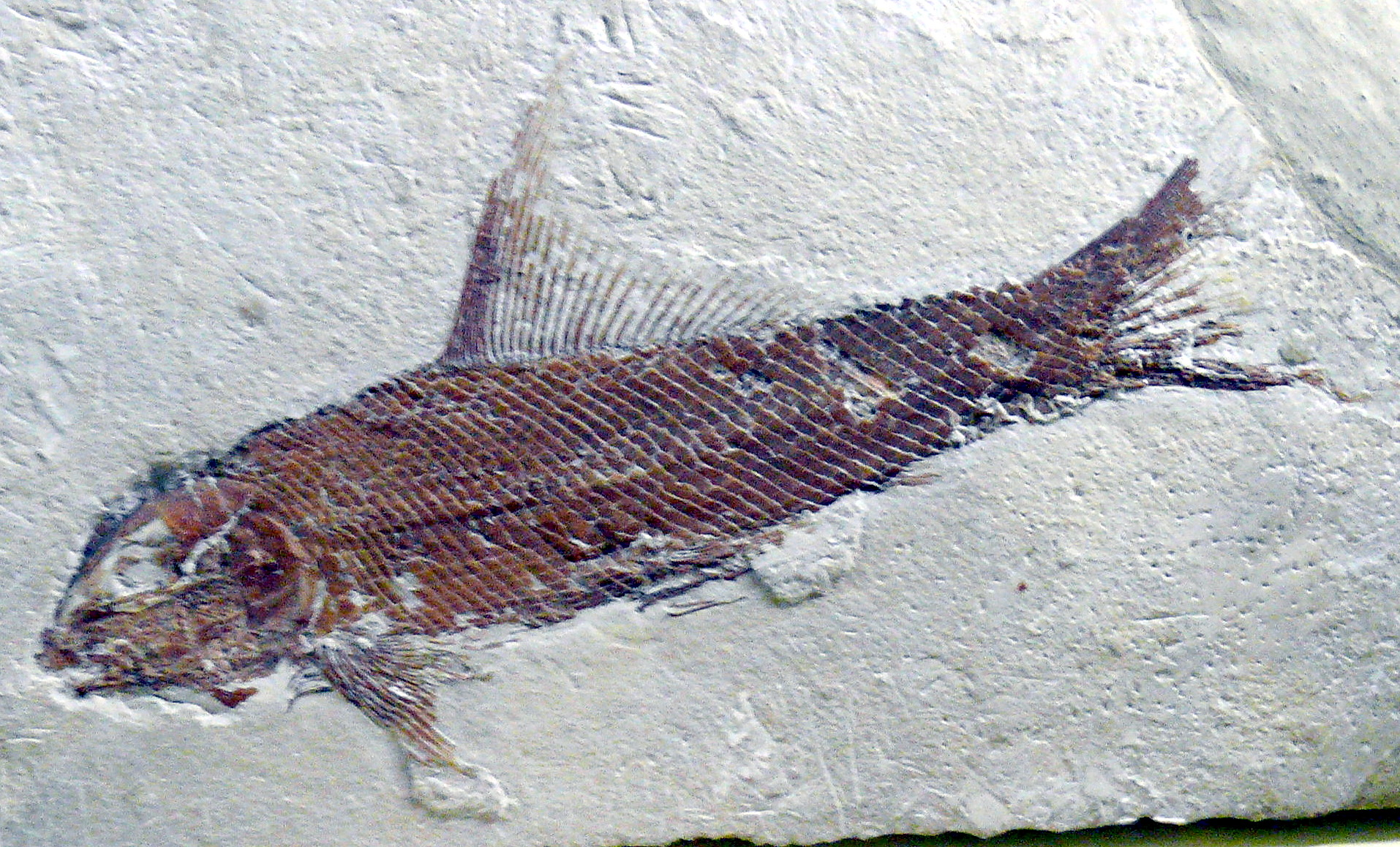
Fossiel van de uitgestorven vis Ophiopsis attenuata uit de ongeveer 150 miljoen jaar oude Solnhofener kalksteen. Vindplaats: Eichstätt, Duitsland

### Fossielen
Veel kennis over het leven uit het verleden is afkomstig van fossielen. Fossielen zijn de overblijfselen of sporen van leven, bewaard in sedimentaire gesteentelagen. De wetenschap die fossielen bestudeert, is de paleontologie. Fossielen komen voor in vrijwel alle sedimentaire gesteentelagen. Zeer goed bewaarde fossielen zijn echter relatief zeldzaam. Een voorbeeld van een zeer goede fossielen bevattende gesteentelaag is de 40 miljoen jaar oude Duitse Geistal-Formation. Fossielen van uitgestorven soorten kikkers uit deze gesteentelaag zijn zo goed bewaard gebleven, dat men de bloedvaten van deze dieren nog kan bestuderen.
Omdat tussen gesteentelagen door datering een onderlinge opeenvolging vast te stellen is, heeft de stratigrafie (het vakgebied dat de volgorde van gesteentelagen bestudeert) tot inzicht in de loop der evolutie geleid. Hoe ouder een gesteentelaag, hoe eenvoudiger de bouw van de fossielen die de laag bevat. Vaak zijn in opeenvolgende gesteentelagen sterk op elkaar lijkende fossielen te vinden, die echter elke laag net iets veranderd zijn. In zulke gevallen is de evolutie van de soort geleidelijk verlopen. Er zijn echter ook grote verschillen bekend in de fossielinhoud van sommige vlak op elkaar volgende gesteentelagen, veroorzaakt door grote en relatief zeer snelle veranderingen in het leven (zoals massa-extincties). De grootste veranderingen in de geschiedenis van het leven zijn vaak het gevolg van grote natuurrampen, zoals meteorietinslagen, klimaatveranderingen of grootschalige vulkaanuitbarstingen.
Men neemt aan dat het aantal fossiele soorten dat gevonden is, maar een zeer klein deel van alle uitgestorven soorten vormt. Soorten die geen harde, makkelijk fossiliseerbare organen bevatten en soorten die relatief zeldzaam waren hebben een kleinere kans ooit als fossiel teruggevonden te worden. Een belangrijke ontwikkeling was de opkomst van de micropaleontologie, het bestuderen van fossielen van kleine organismen. Net als tegenwoordig, kwamen in het verleden van kleine soorten veel meer individuen voor dan van grote. Het totale aantal insecten op Aarde is bijvoorbeeld veel groter dan het totale aantal zoogdieren. De bestudering van laag op laag voorkomende microfossielen (bijvoorbeeld algen, foraminiferen of diatomeeën) heeft niet alleen gezorgd dat delen van de evolutie van deze groepen goed bekend is, maar heeft ook het inzicht in het proces evolutie vooruit geholpen. Van grotere, meer tot de verbeelding sprekende dieren, zoals gewervelden, komen minder fossielen voor waardoor er meer gaten zijn in de kennis over de evolutie van deze groepen. Dat er in de loop der tijd veel ontbrekende tussenvormen gevonden zijn (missing links) is een belangrijk bewijs voor evolutie.

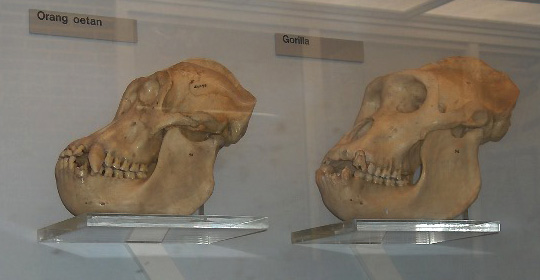
Schedels van een orang-oetan (links) en een gorilla (rechts). Vanwege morfologische overeenkomsten worden deze twee soorten bij dezelfde familie ingedeeld

### Vergelijkende anatomie
Het vakgebied dat het leven in groepen indeelt is de taxonomie. Dit indelen in verwante groepen gebeurt meestal door vergelijkende morfologie en anatomie, het vergelijken van de vorm of het uiterlijk (de morfologie) van verschillende organismen en naar overeenkomsten te zoeken. Ook kan worden gekeken naar hoe de cellen van een organisme groeien, zich delen of zelfs door het organisme migreren in de loop van de ontwikkeling van het organisme. Sinds de laatste helft van de 20e eeuw gebeurt taxonomie ook wel op basis van genetische overeenkomsten.
Aangenomen wordt dat organismen in dezelfde taxonomische groep nauwer met elkaar verwant zijn dan met organismen buiten de groep. Anders gezegd, de gemeenschappelijke voorouder van organismen in dezelfde taxonomische groep leefde korter geleden. Zo vallen bijvoorbeeld orang-oetans, gorilla's, chimpansees en mensen op basis van overeenkomsten in morfologie in dezelfde taxonomische familie, de mensachtigen. Deze overeenkomsten zijn het gevolg van de gezamenlijke afstamming van alle mensachtigen van een gemeenschappelijke voorouder.

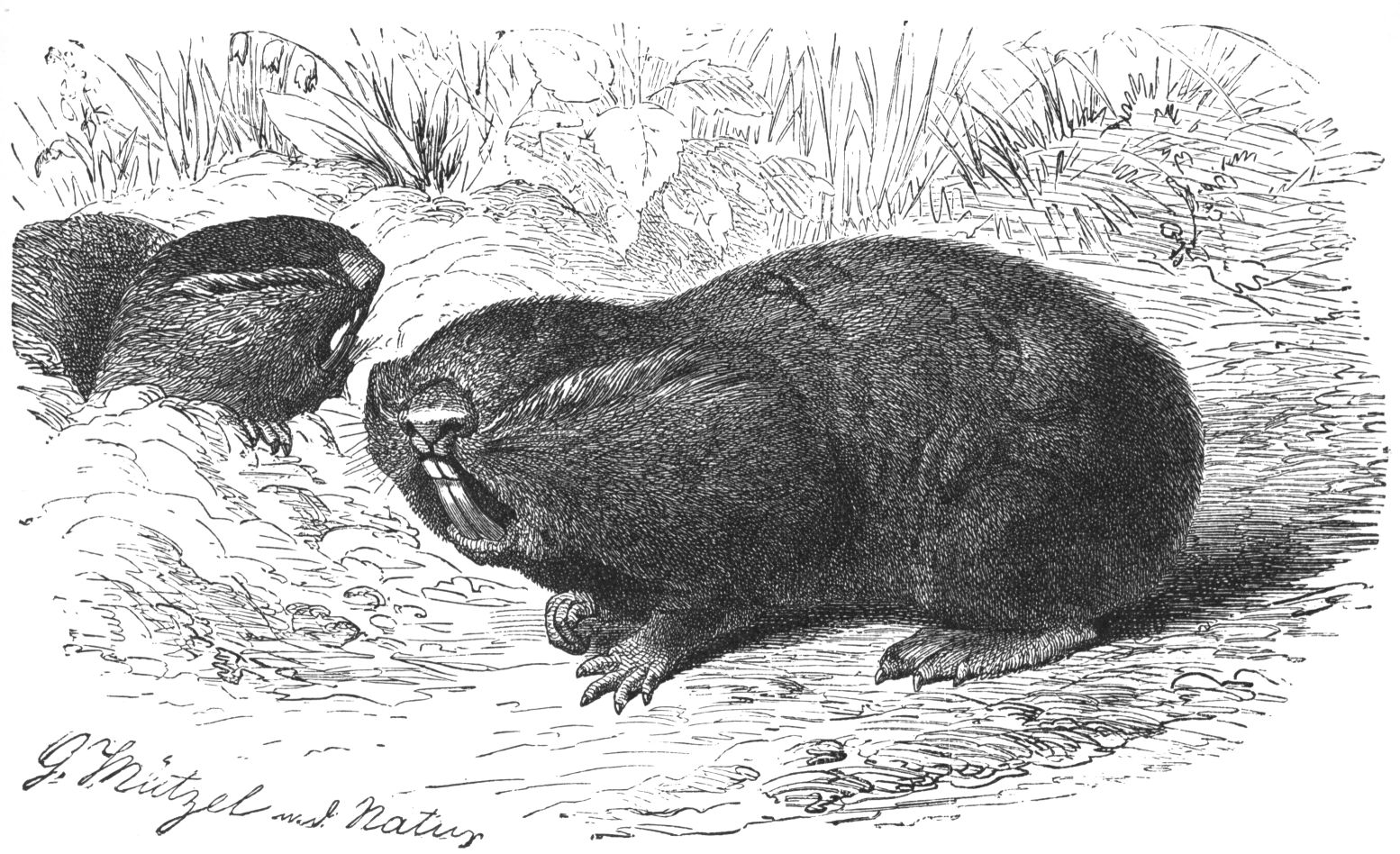
Een voorbeeld van een rudimentaire structuur zijn de ogen van blindmuizen. Hoewel deze dieren ogen hebben zijn ze volkomen blind. De ogen hebben geen functie en zijn een overblijfsel van een evolutie uit een niet-blinde voorouder

Soms komen vergelijkbare structuren of mechanismes bij verschillende soorten voor die verschillende doelen hebben. Deze homologieën hebben een overeenkomstig bouwplan, zoals de voorpoten van zoogdieren met een onderling vergelijkbare anatomische structuur van de botten. Bij elke groep hebben de voorpoten echter een andere functie: bij walvissen om mee te zwemmen, bij vleermuizen om mee te vliegen, bij mensen om dingen vast te houden en bij katten om op te lopen. Dat de structuur sterke overeenkomsten vertoont kan verklaard worden door evolutie uit een gemeenschappelijke voorouder. Door geleidelijke veranderingen over vele generaties zijn de voorpoten van elke groep aangepast aan een ander gebruik.
Een groep homologieën die als direct bewijs voor evolutie gezien wordt zijn rudimentaire structuren. Dit zijn minder goed tot nauwelijks ontwikkelde structuren of organen die geen of nauwelijks functie hebben. Aannemelijk is dat deze structuren in een voorouder wel een functie hadden. Walvissen hebben bijvoorbeeld kleine botjes zonder (bekende) functie op de plek waar hun voorouders, die op het land leefden, poten hadden. Bij mensen zijn bijvoorbeeld spieren in het oor, verstandskiezen, staartbeen op de plek waar bij voorouders een staart zat en het voorkomen van kippenvel voorbeelden van rudimentaire structuren.
Een speciale tak van vergelijkende anatomie is embryologie, de vergelijkende studie van embryo’s. Soms zijn in embryo’s homologieën te zien, die niet meer aanwezig zijn in volwassen individuen. Ze verdwijnen tijdens de ontwikkeling van de embryo’s. De gewervelden hebben bijvoorbeeld allen een staart en openingen in het slokdarmhoofd. Beide verschijnen bij alle gewervelden tijdens een bepaalde fase van de ontwikkeling van het embryo, maar zijn niet altijd terug te vinden bij volwassen organismen. Embryologie kan daarom evolutionaire verwantschap aantonen die niet uit vergelijkende anatomie van volwassen organismen blijkt.
Anatomische vergelijkingen kunnen opzichzelfstaand ook misleidend zijn. Soms ontwikkelen organismen die niet nauw verwant zijn een vergelijkbare morfologie. Deze convergente evolutie is onder meer opgetreden bij haaien en dolfijnen die een vergelijkbare lichaamsbouw hebben, hoewel de eerste tot de vissen en de tweede tot de zoogdieren behoren. Convergente evolutie is het gevolg van het feit dat de selectiedruk op verschillende soorten gelijk kan zijn.

### Moleculaire biologie
Al het bekende leven bevat DNA-moleculen die genetische informatie bevatten. Deze DNA-moleculen zijn voor elk organisme verschillend, maar bij verwante organismen toont het DNA meer overeenkomsten. Vergelijking van DNA wordt bijvoorbeeld gebruikt bij verwantschapsonderzoek. Ook virussen zijn verwant met levende organismen: hun erfelijke materiaal bestaat echter niet altijd uit DNA, maar bij enkele virus-groepen uit ribonucleïnezuur (RNA).
Onderzoek van het DNA van de kandidaten kan, wanneer dat van een persoon onbekend is, meestal met hoge mate van waarschijnlijkheid uitsluitsel geven van de vader.
Bij alle organismen die tot dezelfde soort behoren zijn de verschillen in DNA beperkt tot minder dan 1%. Wanneer de vader van een kind onbekend is kan met onderzoek van het DNA van kandidaten met hoge mate van waarschijnlijkheid uitsluitsel verkregen worden. Nauw verwante soorten hebben vaak DNA waarvan grote delen overeenkomen. De hoeveelheid overeenkomst in DNA wordt gezien als een maat voor evolutionaire verwantschap. Zo hebben mensen en chimpansees 96% van hun DNA gemeen. Omdat het DNA van beide soorten minder overeenkomsten heeft met dat van gorilla's, wordt aangenomen dat deze soort minder nauw verwant is.
De opkomst van moleculaire fylogenie aan het einde van de 20e eeuw heeft de inzichten in de evolutie van het leven verbeterd en verduidelijkt. In sommige gevallen is een bepaalde afstamming, die was verondersteld op basis van vergelijkende morfologie en fossielen, verbeterd dankzij DNA-onderzoek. Het voordeel van DNA-onderzoek is dat ook bij organismen waarvan de gemeenschappelijke voorouder zo lang geleden leefde, er geen uiterlijke overeenkomsten meer zijn (zoals schimmels en zoogdieren) waarmee de verwantschap onderzocht kan worden. Alle vakgebieden samen zorgen ervoor dat de kennis over de fylogenetische stamboom van al het leven steeds groter en nauwkeuriger wordt.

### Rechtstreekse waarneming
Soortvorming verloopt normaal gesproken te langzaam om binnen een mensenleven zichtbaar te zijn. Het proces heeft echter niet altijd geologische tijdschalen nodig. In het Oegandese Nagubagomeer bijvoorbeeld komen vijf soorten cichliden (vissen) voor, die nergens anders voorkomen. De vijf soorten zijn morfologisch duidelijk verschillend en kunnen ook niet gekruist worden. Het Nagubagomeer werd ongeveer 4000 jaar geleden gescheiden van het veel grotere Victoriameer door de uitbouw van een rivierdelta, dus de vijf verschillende soorten moeten sindsdien zijn gevormd.

Voorbeeld van allopatrische soortvorming in een experiment bij fruitvliegen. Uit een homogene populatie voorouders worden twee groepen apart gehouden. De groepen krijgen een verschillend dieet waardoor de kleur van de dieren verandert. Na acht generaties worden de twee groepen weer samengevoegd, maar bij de paring blijft een voorkeur bestaan voor een partner uit de eigen groep.

Er zijn zowel uit de natuur als bij experimenten echter ook gevallen van soortvorming binnen veel kortere tijd bekend. De plant morgenster bijvoorbeeld werd aan het begin van de 20e eeuw geïntroduceerd in Noord-Amerika. In de jaren 1940 verscheen uit kruisingen van verschillende populaties een nieuwe soort, die geen nakomelingen kan krijgen met de oorspronkelijk geïntroduceerde soort. Bij fruitvliegen is zowel in de natuur als bij experimenten soortvorming waargenomen. Bij de fruitvlieg is in experimenten vorming van nieuwe soorten aangetoond, onder andere door de evolutiebioloog Theodosius Dobzhansky. Een ander geslacht fruitvliegen, Rhagoletis, leeft normaal gesproken als parasiet op meidoorns. Ongeveer 150 jaar geleden is een aparte populatie ontstaan, die op appelbomen parasiteert. Een ander geval waarbij geclaimd wordt dat een nieuwe soort is ontstaan is de populatie huismuizen op de Faeröereilanden, die morfologisch voldoende van andere populaties afwijkt om als nieuwe soort beschouwd te worden.
Bij bacteriën en virussen volgen de generaties elkaar veel sneller op dan bij bovengenoemde organismen en is evolutie vaak aangetoond, bijvoorbeeld in de vorm van het ontstaan van nieuwe soorten van ziekteverwekkers of als bacteriën resistenter voor een bepaald antibioticum worden. Erfelijke eigenschappen worden bij bacteriën niet alleen overgeërfd, maar ook overgedragen door laterale of horizontale genoverdracht.

## Geschiedenis van het leven
Gegevens uit de paleontologie en moleculaire biologie laten een opeenvolging van evolutionaire ontwikkelingen en gebeurtenissen zien, die een geschiedenis van het leven vormen. De evolutie van het leven verliep zeker niet in een directe lijn maar wordt gekenmerkt door plotselinge radiaties van nieuwe vormen en grote massa-extincties die voor grote veranderingen zorgen. Zulke massa-extincties worden meestal aan grote rampen zoals grootschalig vulkanisme, meteorietinslagen of snelle klimaatverandering geweten. Een andere invloed op evolutie is de geografische verspreiding van land en zee, die in de loop der geologische geschiedenis is veranderd door het bewegen van de continenten als gevolg van platentektoniek of door veranderingen in het zeeniveau.

### Van eencelligen naar complexe organismen
Al het leven op Aarde heeft dezelfde basisstructuur in het DNA en gebruikt dezelfde twintig aminozuren om de erfelijke informatie die in het DNA ligt opgeslagen tot uitdrukking te brengen. Ook veel virussen, die niet tot het leven worden gerekend, hebben DNA of ribonucleïnezuur (RNA). Uit het principe van parcimonie volgt daarom dat al het leven op Aarde van één hypothetische gemeenschappelijke voorouder, of waarschijnlijker een populatie voorouders, afstamt. De oudste directe sporen van leven zijn fossielen van minstens 3,5 miljard jaar oud. Het gaat om eenvoudige soorten bacteriën. Het zijn eencellige, niet gecompartimenteerde prokaryoten, wat wil zeggen dat er geen organellen zijn te onderscheiden. Bewijs voor fotosynthese wordt echter ook al gevonden in oudere gesteenten, zodat het aannemelijk lijkt dat het leven ergens tijdens de eerste 600 miljoen jaar van de Aardse geschiedenis moet zijn ontstaan. Waar het leven vandaan kwam en hoe het ontstaan is, is niet duidelijk. Er zijn echter verschillende wetenschappelijke hypotheses over hoe de eerste simpele cellen uit levenloze materie kunnen zijn ontstaan (abiogenese).

Schematische opbouw van een bacterie, een prokaryoot. Prokaryoten hebben, in tegenstelling tot de complexere eukaryoten, geen organellen en hun DNA ligt vrij in het celplasma

De eerste paar miljard jaar van de Aardse geschiedenis waren de enige levensvormen prokaryoten, die bestaan uit een relatief eenvoudig type cel en waartoe tegenwoordige bacteriën ook behoren. De oudst bekende fossielen van ingewikkeldere cellen, de eukaryoten, zijn ongeveer 2 miljard jaar oud. Het ontstaan van eukaryoten wordt gedeeltelijk verklaard met de endosymbiontentheorie. Het verschil tussen prokaryoten en eukaryoten is dat de laatste organellen bevatten, die een efficiënte scheiding van processen mogelijk maken. Eukaryoten hebben een celkern, waardoor langere DNA-ketens mogelijk zijn, die ingewikkeldere levensvormen mogelijk maken. Vrijwel alle eukaryoten bezitten mitochondriën die functioneren als de energiecentrales van de cel. Plastiden komen in veel typen voor bij planten, algen en veel andere protisten. Deze hebben vooral verschillende functies bij de vastlegging en opslag van (licht)energie.
Met de opkomst van eukaryotische cellen ontstond het onderscheid tussen Unikonta (één of twee supergroepen met dieren, schimmels en amoeben) en Bikonta (vier supergroepen met onder andere planten en een grote variatie aan protisten) en werden ingewikkeldere en grotere levensvormen mogelijk. Rond 1,7 miljard jaar geleden verschenen de eerste meercellig organismen, de eerste organismen die zich door geslachtelijke voortplanting vermenigvuldigden moeten al eerder zijn verschenen. Door het ontstaan van de eerste voedselketens hadden grotere organismen een evolutionair voordeel: groter zijn maakt het opeten van andere organismen makkelijker en maakt de kans zelf opgegeten te worden kleiner. In eukaryotische levensvormen is het opnemen van DNA uit willekeurige andere organismen (horizontale genoverdracht), zoals dat bij bacteriën veel voorkomt, vrijwel onmogelijk. Het doorgeven van erfelijke informatie gebeurt bij eukaryoten alleen van ouders op nakomelingen, zodat na het verschijnen van eukaryoten voor het eerst sprake was van soorten en evolutie in de moderne zin.
Een uitgewerkt voorbeeld van een stamboom van het cellulaire leven naar J.R. Holt en C.A. Iudica:
| Fylogenetische stamboom van het cellulaire leven |
| --- |
| LUCA - Domein Eubacteria (Ehrenberg 1828) (→ prokaryoten) - Rijk Thermotogae - - Rijk Firmicutae - - Rijk Oxyphotobacteria - - Rijk Chloroflexae - - - Rijk Proteobacteria - Rijk Spirochaetae - - Rijk Pirellae - - Rijk Chlorosulphatae - Rijk Saprospirae - - Domein Archaea (Woese et al. 1990) (→ prokaryoten) - Rijk Crenarchaeota - Crenarchaea - Rijk Thermoprotei - Rijk Euryarchaeota - Eurythermea - Rijk Thermoplasmobacteria (Thermoplasmata, Reysenbach 2001) - Rijk Thermobacteria (Thermococci, Zillig & Reysenbach 2001) - Neobacteria - Rijk Methanobacteria - Rijk Halobacteria - Domein Eukaryota - Supergroep Unikonta (Cavalier-Smith 2002) - Opisthokonta (Copeland 1956, emend. Cavalier-Smith 1987, emend. Adl et al. 2005) - Rijk Fungi (Linnaeus 1753) - Microsporidiomycota (Balbiani 1882) - - - Chytridiomycota (Powell 2007) - Neocallimastigomycota (James et al. 2007) - - Blastocladiomycota (James et al. 2007) - - - Kickxellomycota (em. Benny 2007) - Entomophthoromycota (Humber 2012) - - Mucoromycota (em. Benny 2007) Euzygomycota - - Glomeromycota (James et al. 2006) - Dikarya (Hibbett, T.Y.James & Vilgalys 2007) - Ascomycota (James et al. 2006) - Basidiomycota (Moore 1980) - Holozoa - Ichthyosporea - Filozoa - Filasterea - Animalia (Linnaeus 1758) - Choanozoa (Cavalier-Smith 1993) - Metazoa (Haeckel 1866) - Porifera - Eumetazoa (Buetschli 1910) - Ctenophora - - Placozoa - - Cnidaria (Diploblastea) - Bilateria (Hatscheck 1888) - Acoelomorpha (Ehlers 1986) - - Protostomata (MacAlister 1879) - - Chaetognatha - Ecdysozoa (Aguinaldo et al. 1997) - Nematozoa - Panarthropoda - Scalidophora (Cephalorhyncha) - Spiralia (Giribet 2002) - Polyzoa (Thompson 1830) - Trochozoa (Roule 1891) - Platyzoa (Cavalier-Smith 1998) - Deuterostomata (MacAlister 1876) - Chordata - Ambulacraria - Rijk Amoebozoae (Lühe 1913, em. Corliss 1984) (→ protisten) - Supergroep Excavata (Cavalier-Smith 2002) (→ protisten) - Rijk Euexcavatae (Holt & Iudica) - Rijk Discicristatae (Cavalier-Smith 2002) - Bikonta (Cavalier-Smith 2002) - Supergroep Chromalveolata (Adl et al. 2005) (→ protisten) - Rijk Hacrobiae (Cavalier-Smith 2010) - Harosa (Cavalier-Smith 2010) (SAR, RAS) - Rijk Rhizariae (Cavalier-Smith 1993) (Rhizaria) - - Rijk Alveolatae (Cavalier-Smith 1991) - Rijk Heterokontae (Cavalier-Smith 1986) (Stramenopiles) - Supergroep Archaeplastida (Adl et al. 2005) - Rijk Rhodoplantae (Saunders & Hommersand 2004) - - Stam Rhodophyta (Wettstein 1922), roodwieren - Stam Cyanidiophyta (Saunders & Hommersand 2004) - ? Glaucophyta (Skuja 1954) - Rijk Viridiplantae (Cavalier-Smith 1981) - Onderrijk Chlorobionta, groene algen - Prasinophyta (Christiansen 1962) (Prasinophyceae 1-9) - Stam Chlorophyta (Pascher 1914) - Onderrijk Streptobionta - basale Streptobionta o.a. Charophyta (Karol & al. 2001), kranswieren - Superstam Embryophyta (landplanten) - Stam Marchantiophyta (Stotler & Crandall-Stotler 1977) (→ mossen s.l., bryofyten) - - Stam Bryophyta (Schimper 1836) (→ mossen s.l., bryofyten) - - Stam Anthocerotophyta (Stotler & Crandall-Stotler 1977) (→ mossen s.l., bryofyten) - Tracheophyta, vaatplanten |
| een polyfyletische groep (→ behoort tot de ...) wordt ook gerekend tot een polyfyletische groep |

### Evolutie van dieren

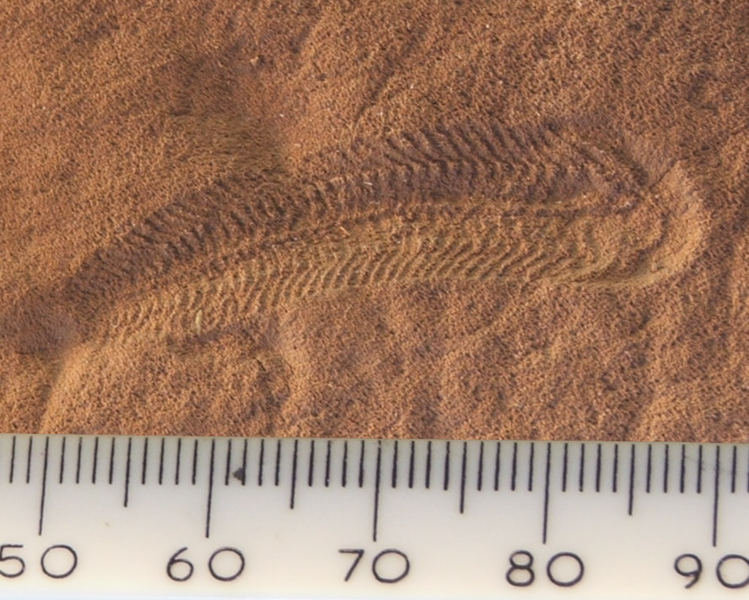
Spriggina floundensi, een fossiel dier van ongeveer 580 miljoen jaar oud. Dergelijke levensvormen waren de voorlopers van de grote hoeveelheden nieuwe vormen die tijdens de Cambrische explosie verschenen

Hoewel er voor verreweg het grootste deel van de Aardse geschiedenis leven aanwezig was, bleef dit leven voor meer dan 80% van deze tijd beperkt tot zeer simpele vormen. Tussen 600 en 500 miljoen jaar geleden, in relatief korte tijd vergeleken met de totale ouderdom van het leven, verschenen echter bijna alle tegenwoordig aanwezige stammen binnen het dierenrijk (een stam is een groep organismen met hetzelfde fundamentele bouwplan, voor gewervelden is dat bijvoorbeeld een wervelkolom waaraan zijwaarts twee paar poten en vooraan een kop met zintuigen zit). Deze relatief plotselinge diversificatie van dierlijk leven is de Cambrische explosie. Omdat hierbij groepen met een hard skelet ontstonden, waarvan fossielen makkelijk bewaard blijven, is de Cambrische explosie in de opeenvolging van fossielen in gesteentelagen een zeer duidelijke verandering. Uit het eraan voorafgaande tijdperk worden echter ook al fossielen van complexere dieren gevonden, die waarschijnlijk de voorlopers van de Cambrische explosie waren, maar een uit zacht weefsel bestaand lichaam hadden. Vanaf deze tijd is veel meer bekend over de evolutie van het leven, omdat meer fossielen bewaard zijn.

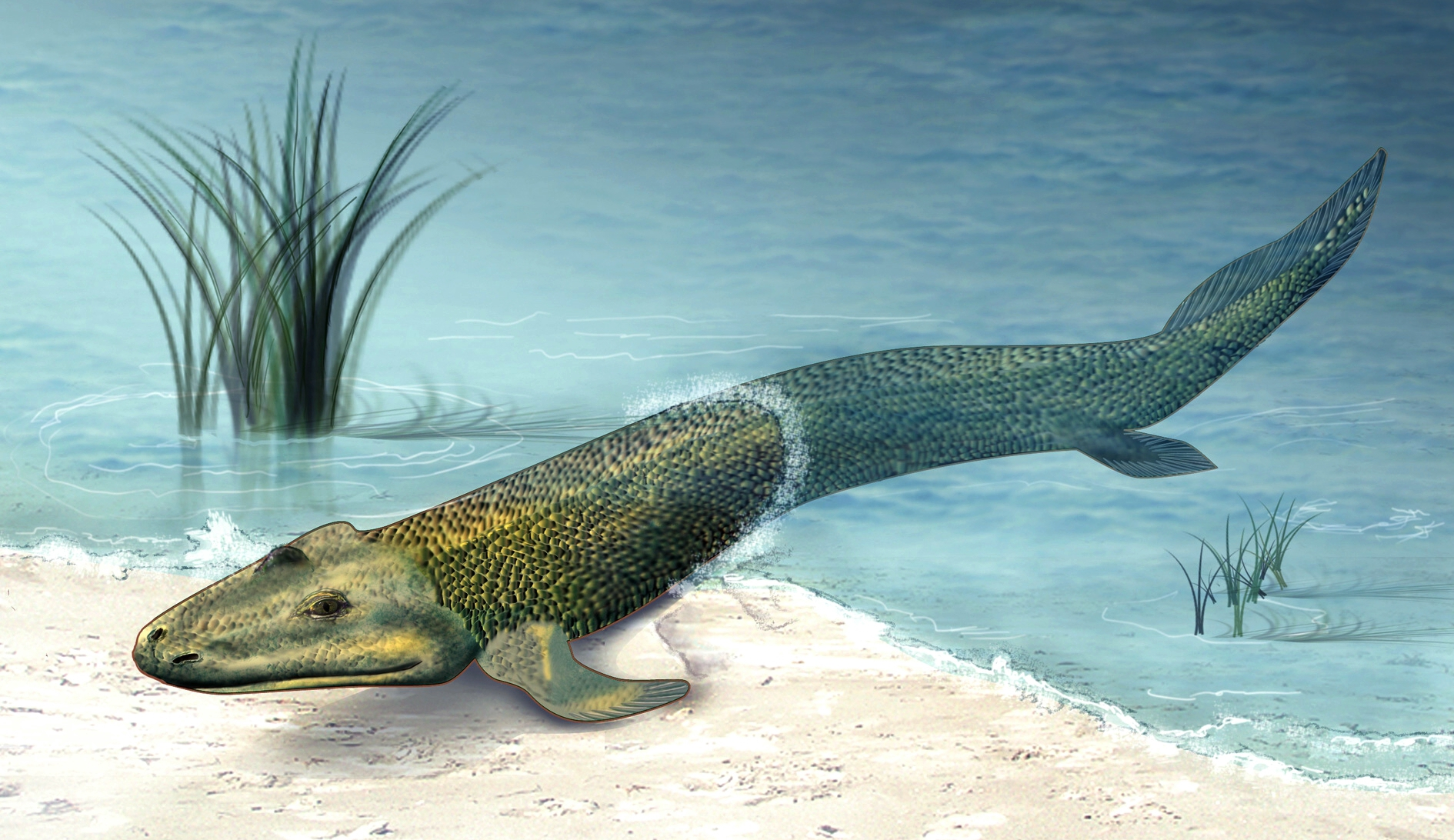
Een reconstructie van Tiktaalik roseae, een ongeveer 375 miljoen jaar oude tussenvorm van vissen en amfibieën. Over de evolutie van de eerste landdieren is dankzij de vondst van dergelijke fossiele overgangsvormen steeds meer bekend geworden

De tijd vanaf de Cambrische explosie is ingedeeld in drie era's van dierlijk leven: het Paleozoïcum (oude dierenleven), het Mesozoïcum (middelste dierenleven) en het Cenozoïcum (nieuwe dierenleven). Na het verschijnen van de verschillende fyla binnen het dierenrijk zouden in de loop van het Paleozoïcum zowel geleedpotigen als gewervelden uit het water het land koloniseren. De eerste vissen verschenen omstreeks 500 miljoen jaar geleden. Ongeveer 350 miljoen jaar geleden ontwikkelden zich hieruit de eerste amfibieën, dieren die zowel op het land als in het water konden leven. De eerste insecten waren al eerder op het land verschenen, ten minste 400 miljoen jaar geleden maar mogelijk eerder. Uit amfibieën ontwikkelden zich rond 300 miljoen jaar geleden de eerste reptielen, dieren die hun eieren op het land konden leggen. Hieruit ontwikkelden zich zowel de voorouders van de dinosauriërs als de therapsiden, de voorouders van de zoogdieren.
Omdat de laatste groep tijdens een grote massa-extinctie 251 miljoen jaar geleden zwaar getroffen werd, konden de dinosauriërs dominant worden en gedurende het Mesozoïcum ecologisch de overhand houden over zoogdieren. Het Mesozoïcum eindigde met een grote massa-extinctie 65 miljoen jaar geleden, waarbij onder andere (met uitzondering van de vogels) alle dinosauriërs uitstierven.
Van het uitsterven van de dinosauriërs profiteerden met name de zoogdieren, die gedurende het Cenozoïcum dominant waren en een grote verscheidenheid van groepen en soorten ontwikkelden.

### Evolutie van planten
De evolutie van planten verliep gescheiden van die van de dieren, maar ontwikkelingen in het ene rijk hebben wel vaak invloed gehad op ontwikkelingen in het andere. De oudste fossielen van meercellige planten zijn 1,8 miljard jaar oud. Wanneer de eerste landplanten (Embryophyta) het land koloniseerden is niet duidelijk, maar vermoedelijk groeiden er rond 450 miljoen jaar geleden al mossen op de continenten, die waarschijnlijk waren geëvolueerd uit groenwieren. De eerste vaatplanten, planten die rechtop kunnen staan, verschenen rond 425 miljoen jaar geleden.
Al snel daarop verschenen de eerste planten met de grootte van bomen. Tot ongeveer 300 miljoen jaar geleden waren de meeste landplanten sporenplanten, zoals varens of Lycopsida. Daarna verschenen de eerste zaadplanten. Dit waren naaktzadigen, planten als coniferen die geen bloemen hadden. Bedektzadigen (bloeiende planten), tegenwoordig de dominante planten, verschenen pas rond 120 miljoen jaar geleden. Een goed voorbeeld van co-evolutie is het verschijnen van bestuivende insecten als bijen rond dezelfde tijd. Op soortgelijke manier heeft de evolutie van planten vaker de dierenwereld beïnvloed en omgekeerd. Toen de grassen rond 35 miljoen jaar geleden opkwamen vormden zich uitgestrekte graslanden, waar andere groepen dieren evolutionair voordeel hadden.

### Evolutie van de mens
De eerste mensapen verschenen ongeveer 25 miljoen jaar geleden. Mensen zijn op de totale geschiedenis van het leven gezien een relatief zeer jonge soort, de oudste tot de mensen gerekende fossielen zijn minder dan 3 miljoen jaar oud. DNA-onderzoek wijst uit dat de laatste gemeenschappelijke voorouder van mensen en gibbons tussen 18 en 12 miljoen jaar geleden leefde. Met orang-oetans (12 miljoen jaar), gorilla's (8 miljoen jaar) en chimpansees (4 miljoen jaar) is de mens nog nauwer verwant.
Hoewel alle moderne mensen tot dezelfde soort (Homo sapiens) behoren, zijn er in het verleden meerdere soorten geweest, die soms gelijktijdig leefden. Sommige van die soorten, zoals de tussen 4 en 2 miljoen jaar geleden levende mensachtige Australopithecus, zijn mogelijk voorouders van de moderne mens. De eerste mensen behoorden tot de soort Homo habilis, die tussen 2,4 en 1,4 miljoen jaar geleden in Oost-Afrika leefde. Homo erectus (1,8 miljoen tot 70.000 jaar geleden) was de eerste mensensoort die zich over andere continenten verspreidde. Moderne mensen (Homo sapiens) verschenen pas 250.000 jaar geleden.

## Onderzoeksgeschiedenis

### Ideeën over evolutie voor Darwin

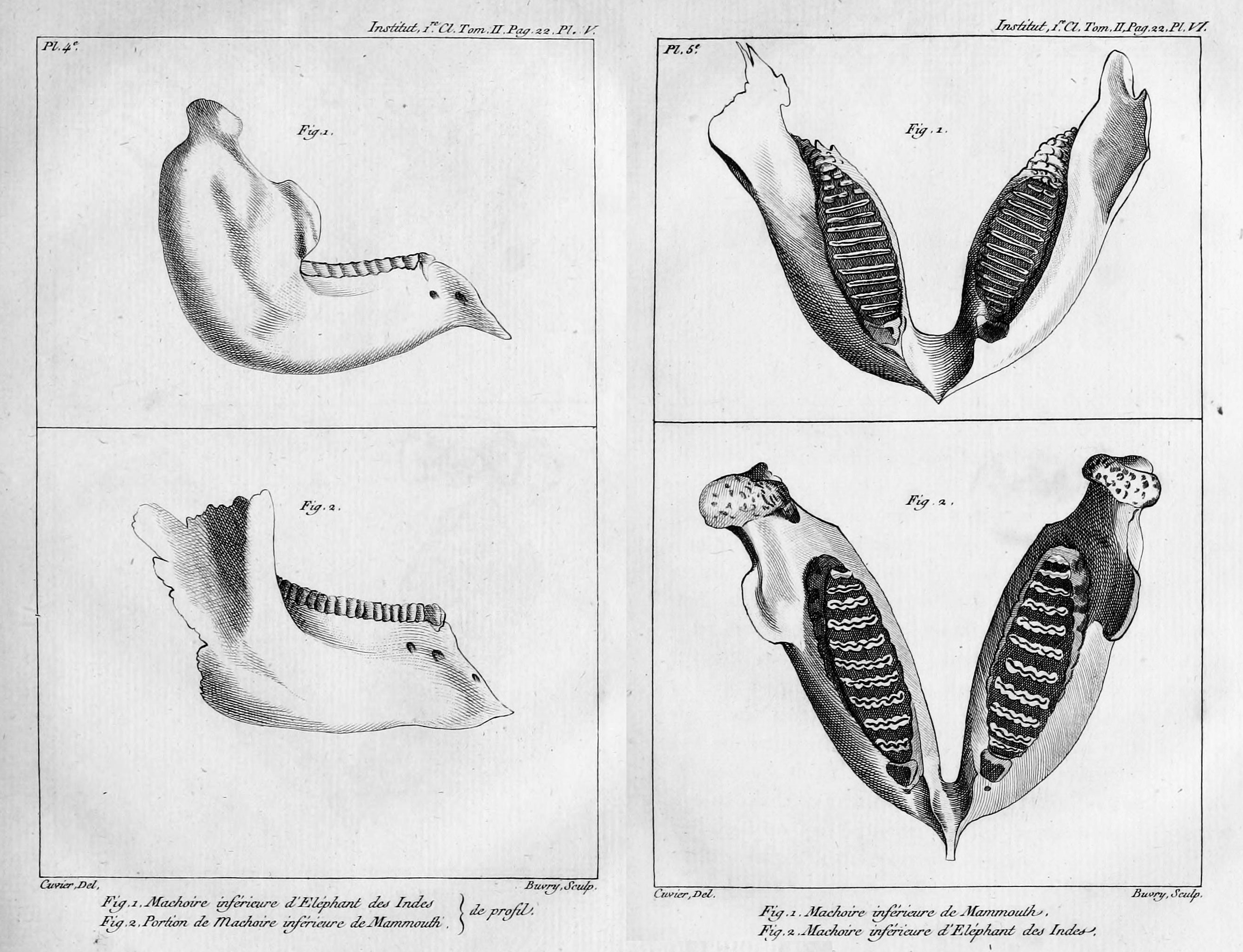
Tekening door Georges Cuvier van de kaken van een mammoet (boven) en een Indische olifant (onder). Cuvier ontdekte dat mammoeten tot een andere soort behoren dan hedendaagse olifanten en toonde daarmee aan dat soorten kunnen uitsterven

Hoewel de evolutietheorie meestal in verband wordt gebracht met Charles Darwin, was speculatie over evolutie van soorten niet nieuw. Sommige Griekse filosofen, zoals Empedokles, geloofden al in een vorm van evolutie. Evolutie is echter moeilijk te verenigen met de Ideeënleer van Plato en het essentialisme van Aristoteles, die gedurende de klassieke oudheid en later, onder invloed van de kerk, in de Middeleeuwen het Westers denken domineerden. Aristoteles verwierp in zijn Physica expliciet natuurlijke selectie van toevallige veranderingen in lichaamsbouw, het overleven van de best aangepaste, als plausibel evolutiemechanisme. In de islamitische wereld waren in de Middeleeuwen echter filosofen die evolutie mogelijk achtten.
Pas na de zeventiende-eeuwse wetenschappelijke revolutie in Europa werd ook door westerse geleerden over evolutie gespeculeerd. Met het werk van Carl Linnaeus ontstond de taxonomie, het indelen van soorten in zogenaamde taxa op grond van uiterlijke overeenkomsten. Hoewel Linnaeus zelf dacht dat soorten onveranderlijk waren, zou de taxonomische indeling van de natuur later gebruikt worden om evolutionaire verwantschappen mee uit te drukken. Pierre Louis de Maupertuis, Georges de Buffon en Erasmus Darwin speculeerden allen over een geleidelijke evolutie van soorten. De meest complete hypothese over evolutie uit de tijd voor Darwin werd echter opgesteld door Jean-Baptiste de Lamarck. Lamarck nam aan dat de eigenschappen van een organisme zowel het gevolg waren van een natuurwet die tot steeds grotere complexiteit leidde als van een aanpassing aan zijn levensbehoeften. Een organisme zou eigenschappen die het zo tijdens zijn leven verwierf, volgens hem kunnen doorgeven aan het nageslacht. Bijvoorbeeld een vogel die veel loopt, zou op die manier sterkere poten krijgen en dan ook nakomelingen met sterkere poten hebben.
In de 18e eeuw leidde de opkomst van de stratigrafie (de bestudering van de volgorde van gesteentelagen) en de paleontologie (de bestudering van fossielen) tot het inzicht dat soorten gedurende de geschiedenis van de Aarde niet altijd gelijk zijn gebleven. De natuurvorser Georges Cuvier viel op dat elke gesteentelaag zijn eigen karakteristieke soorten fossielen bevat. Diepere gesteentelagen, waarvan hij aannam dat ze ouder zijn, bevatten minder ver geëvolueerde levensvormen. Cuvier nam aan dat tussen de vorming van elke laag een grote geologische natuurramp plaatsvond, waarbij zo goed als al het leven in een bepaald gebied werd uitgeroeid. Na elke ramp konden als gevolg van een veronderstelde scheppende kracht nieuwe, sterk verschillende soorten ontstaan, die vervolgens delen van de Aarde bevolken tot de volgende ramp. Deze hypothese van catastrofisme werd vervangen door het uniformitarianisme van James Hutton en Charles Lyell, dat stelt dat geologische veranderingen niet plotseling maar geleidelijk plaatsvinden. Daarbij ging Lyell ervan uit dat de Aarde en het complexe leven daarop altijd al bestaan hadden en dus niet speciaal verklaard hoefden te worden. Charles Darwin was een leerling van Lyell en paste diens ideeën over een geleidelijke ontwikkeling van de geologie ook toe op het leven. Hij bedacht dat door natuurlijke selectie populaties geleidelijk kunnen veranderen totdat een nieuwe soort ontstaat.

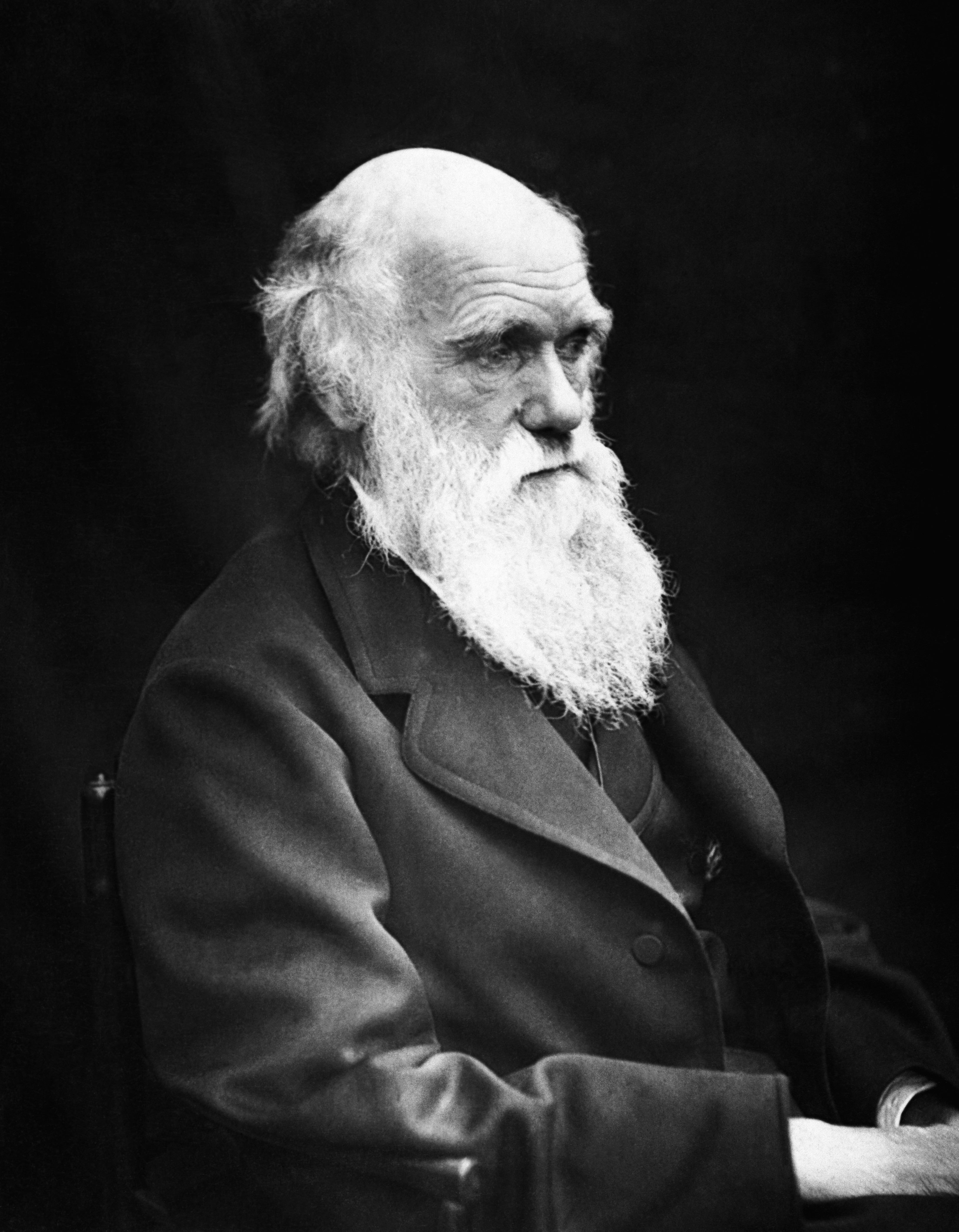
Charles Darwin in 1869, portret door Julia Margaret Cameron

### Het werk van Darwin
Darwin besloot zijn theorie niet gelijk te publiceren maar eerst nog meer bewijzen te verzamelen. In 1858 ontving hij echter een brief van Alfred Russel Wallace (1823-1913), waarin Wallace een theorie beschreef die bijna gelijk was aan de ideeën van Darwin. Daarop publiceerden de twee de theorie samen. In 1859 publiceerde Darwin zijn boek On the Origin of Species. Darwin onderzocht later bovendien seksuele selectie, de evolutie van de mens en de evolutie van menselijk gedrag en intelligentie.
Darwin en zijn aanhangers geloofden dat al het leven uit een enkele gemeenschappelijke voorouder ontstaan was. Ze veroorzaakten een omwenteling in de wetenschap: aan het einde van de 19e eeuw werd door weinig geleerden meer getwijfeld over het bestaan van evolutie.
Darwin had aangetoond dat binnen natuurlijke populaties variatie bestaat, dat een deel van deze variatie erfelijk is en dat deze variatie leidt tot natuurlijke selectie. Hij kon echter niet verklaren hoe natuurlijke variatie ontstaat. Hij nam het idee dat tijdens het leven verworven eigenschappen overgedragen worden op nakomelingen over uit het lamarckisme. Aan het einde van de 19e eeuw deed August Weismann echter experimenten waaruit bleek dat tijdens het leven verworven eigenschappen niet doorgegeven worden aan nakomelingen.

### Moderne synthese en evolutiebiologie
Rond dezelfde tijd dat Darwin zijn evolutietheorie opstelde, stelde de Oostenrijkse monnik Gregor Mendel (1822-1884) zijn wetten van erfelijkheid op. Mendels werk werd echter pas in het begin van de 20e eeuw ontdekt door biologen. Mendels wetten verklaren erfelijkheid, maar niet hoe nieuw erfelijk materiaal ontstaat. Er ontstond daarom een wetenschappelijk conflict tussen de aanhangers van Mendel, die geloofden dat mutaties alleen sprongsgewijs konden plaatsvinden, en populatiegenetici als Francis Galton die daarvoor geen bewijs zagen in de statistische verdeling van eigenschappen over een populatie. Pas in de jaren 1930 kwamen de twee stromingen bij elkaar dankzij onder andere onderzoek van Thomas Hunt Morgan en Theodosius Dobzhansky. Het gevolg was dat evolutie nu door zowel de evolutiebiologie en de genetica kon worden verklaard, de moderne synthese.
Naast vergelijkend anatomische onderzoek is in de tweede helft van de 20e eeuw de moleculaire biologie een steeds grotere rol gaan spelen bij het vaststellen van evolutionaire verwantschap. Daarnaast blijven nieuwe ontdekkingen in de sociobiologie, paleontologie, evolutionaire ontwikkelingsbiologie en vele andere vakgebieden de kennis over zowel het algemene proces van evolutie als over bepaalde verwantschappen verhogen.